# أسامة سامي
أسامة سامي (بالفارسية: اسامه سامی) هو ممثل وكاتب وستاند أب كوميدي أسترالي إيراني من أصل عراقي ولد في يوم 10 آذار/مارس 1983 في مدينة قم في إيران، حاز كتابه الفتى المسلم الطيب على جائزة نيو ساوث ويلز لمحترفي الأدب، وترشح لنيل جائزة غرين روم لأدائه في مسرح ملبورن. مثل دور البطولة في الفيلم الكوميدي زواج علي في سنة 2017 وألذي عرض في مهرجان أديلايد السينمائي، وألذي فاز بواسطته بجائزة أفضل نص.

## روابط خارجية
- أسامة سامي على موقع IMDb (الإنجليزية)
- أسامة سامي على موقع قاعدة بيانات الفيلم (الإنجليزية)